# São Miguel do Anta
São Miguel do Anta là một đô thị thuộc bang Minas Gerais, Brasil. Đô thị này có diện tích 152,276 km², dân số năm 2007 là 6820 người, mật độ 45,2 người/km².